# Cabo Maria van Diemen

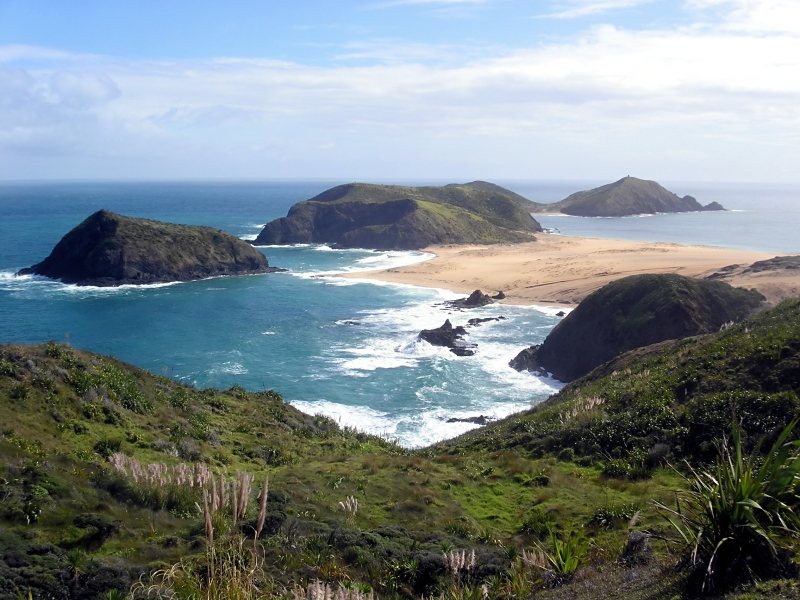

O cabo Maria van Diemen (em inglês:  Cape Maria Van Diemen) é o ponto mais ocidental da Ilha Norte da Nova Zelândia. Por estar perto do topo noroeste da Península de Aupouri, muitas pessoas na Nova Zelândia também incorretamente acreditam que ele seja o ponto extremo norte (que o título dado ao Surville Cliffs, 30 km a leste e um pouco mais ao norte).

No local está instalado um farol.

O cabo foi nomeado por Abel Tasman em janeiro de 1643 após a esposa de seu patrono, Anthony van Diemen, governador-geral da Batávia (atual Jacarta), na mesma viagem de descoberta durante a qual ele designou a "Van Diemen's Land" (Terra de Van Diemen, hoje Tasmânia). Trata-se - juntamente com as ilhas Três Reis - de apenas um dos dois acidentes geográficos na Nova Zelândia que manteve o nome dado a eles por Abel Tasman.